# Melopyrrha
Melopyrrha és un gènere d'ocells de la família dels tràupids (Thraupidae) que habita diferents illes del mar del Carib..

## Taxonomia
Segons la Classificació del Congrés Ornitològic Internacional (versió 14.1, 2024) aquest gènere està format per 5 espècies:
- Melopyrrha portoricensis - menjagrà de Puerto Rico.
- Melopyrrha grandis - menjagrà de Saint Kitts.
- Melopyrrha violacea - menjagrà de les Grans Antilles.
- Melopyrrha nigra - menjagrà de Cuba.
- Melopyrrha taylori - menjagrà de Grand Cayman.